# 西陣京極

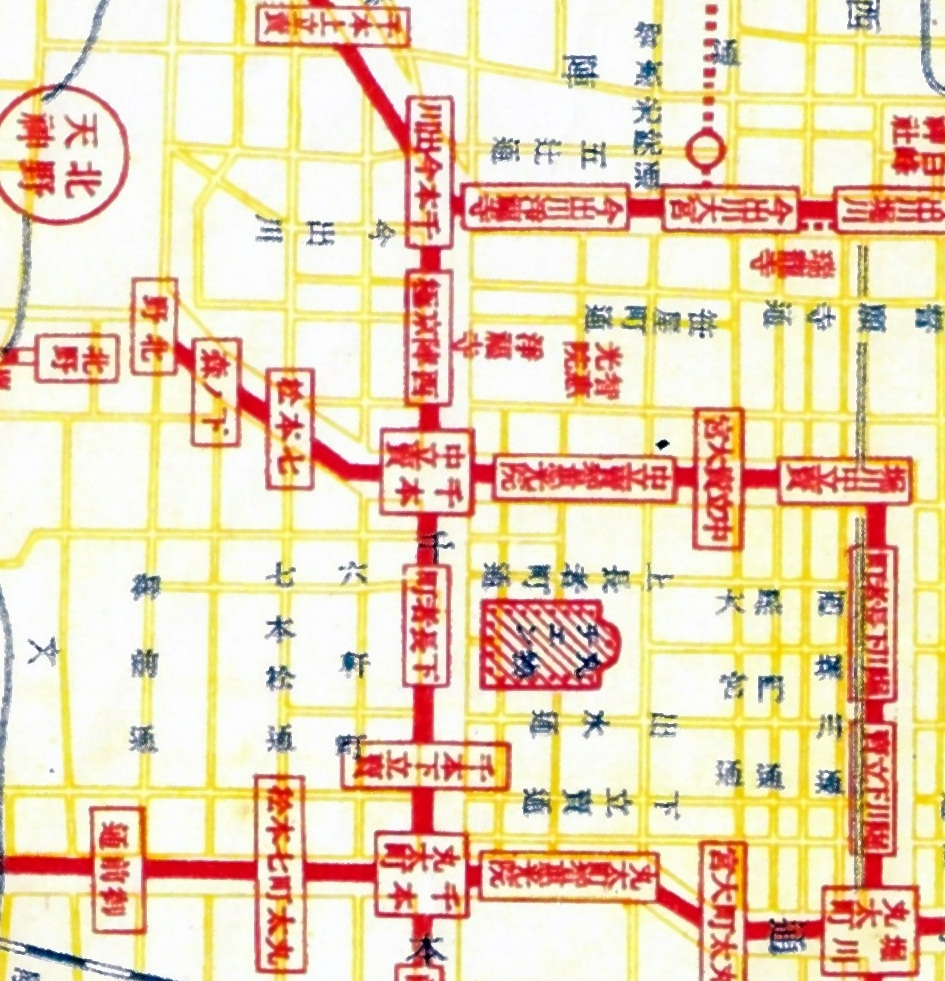
1930年代初期的京都市電路線圖，圖中中央北側可見西陣京極電停

西陣京極 （にしじんきょうごく）是日本京都府京都市上京區的一個地區，其範圍包括了千本通的中立賣至今出川之間。在1900年至1950年代，這一地區聚集了眾多劇院、電影院等娛樂設施，是京都市的一大娛樂中心。現在這裡仍有以「西陣京極」為名的商店街西陣京極商店街。

## 外部連結
- 西陣京極会 （页面存档备份，存于）
- 西陣千本商店街 （页面存档备份，存于）
- 思い出の西陣映画館 その一 （页面存档备份，存于） - 『上京 史蹟と文化』（1992年第2号）